# Maurice Tranchant de Lunel
Pour les articles homonymes, voir Tranchant et Lunel (homonymie).
Edmond Victor Maurice Tranchant  dit Maurice Tranchant de Lunel, né le 25 novembre 1869 à La Ferté-sous-Jouarre et mort le 29 novembre 1932 à La Seyne-sur-Mer, est un architecte, écrivain, peintre et illustrateur  français.

## Biographie
Maurice Tranchant de Lunel est le fils de Léon Émile Tranchant, âgé de 26 ans au moment de sa naissance, marchand de meules de moulins, puis chercheur d'or parti aux États-Unis, et de Blanche Adèle Roger. Maurice aurait étudié à Oxford et aurait été l'ami de Rudyard Kipling. Il tente le concours des Beaux-arts de Paris en mars 1888, et devient l'élève de Georges Debrie et est admis le 3 août 1888. Il entre à l'Académie Julian en 1896. Il commence sa vie d'architecte et d'aquarelliste d'abord à Paris (1896-1902) puis à Nice (1900-1905). Il voyage beaucoup :  au Sénégal et en Guinée en 1898-1899, en Perse, puis fait le tour de la Méditerranée sur un yacht, se retrouve à Fès, Maroc, en 1902, puis à nouveau au Maroc en 1908 ; il obtient une bourse du ministère des Colonies en novembre 1909. Il est en Inde en janvier 1910, puis en Birmanie en février 1910, et en Indochine en mars 1910.  

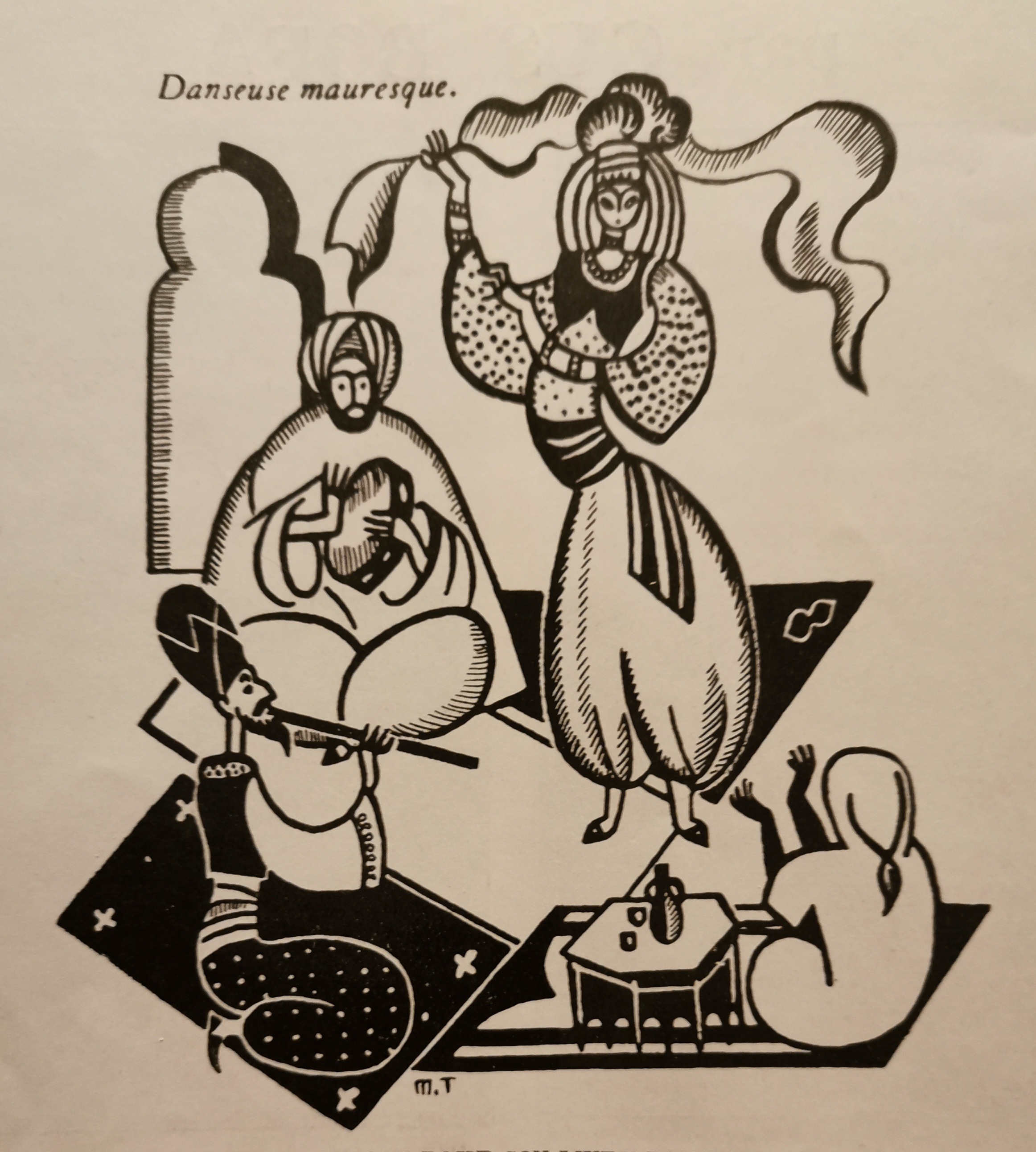
Danseuse mauresque (1931).

En 1911, il est de retour au Maroc, à Fès où il s'installe dans le quartier du Keddan. Il a alors pour voisins des compatriotes et amis tel que Samuel Biarnay ou encore le "capitaine chleuh" (Léopold Justinard).
En 1912, il est nommé directeur du Service des antiquités, beaux-arts et monuments historiques du protectorat du Maroc par Lyautey. Il a pour mission de préserver les monuments marocains et d'établir une liste de classement des monuments historiques du Maroc.

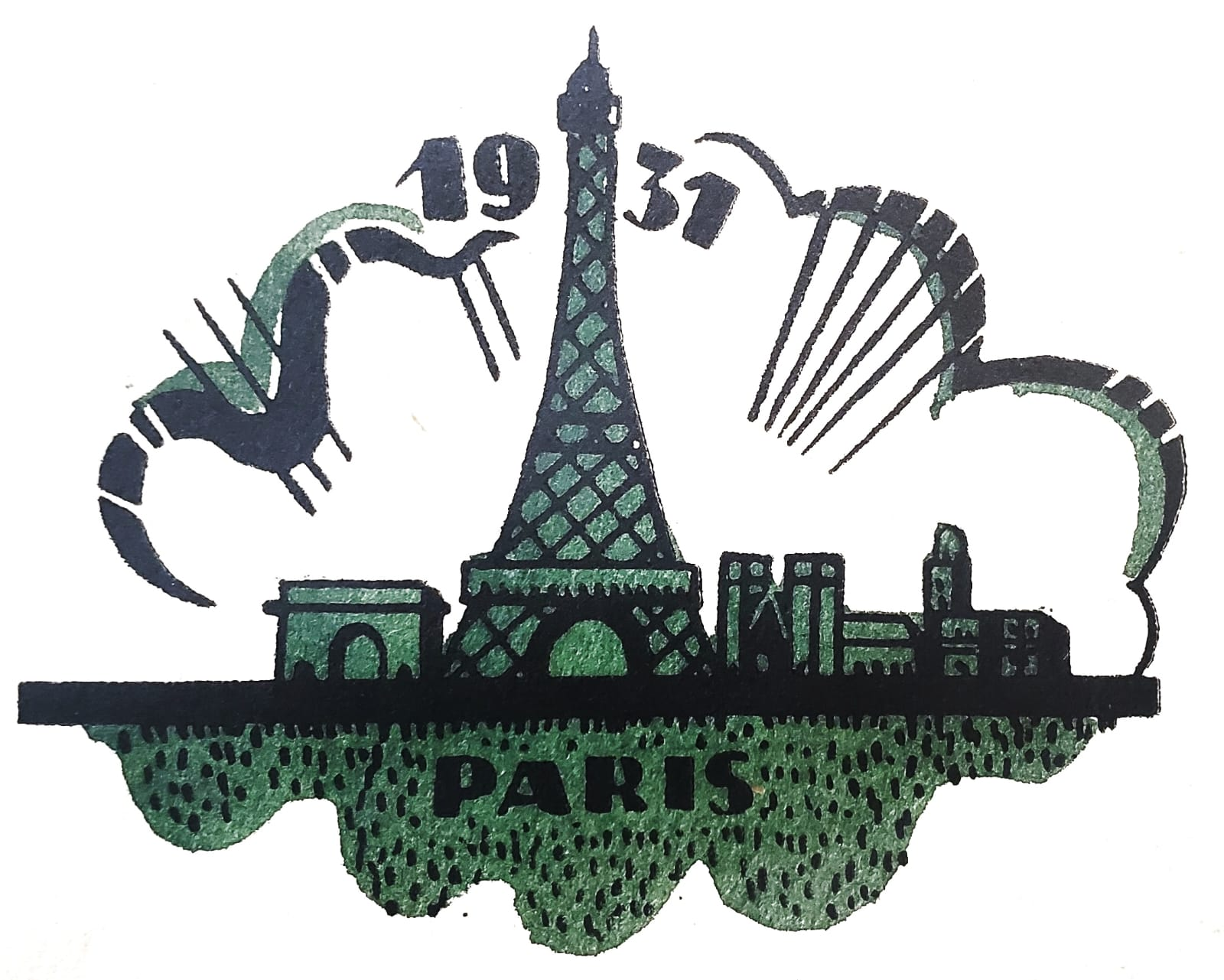
Illustration publié dans Le Tour du monde en 1 jour à l'Exposition coloniale (1931).

Architecte des monuments historiques sous le régime du Protectorat français au Maroc, il est le concepteur de la Grande Mosquée de Paris, inaugurée en 1926.
De 1920 à 1923, il est inspecteur des beaux-arts, des antiquités, des monuments et architecte du protectorat du Maroc.
Il est également aquarelliste, illustrateur et écrivain. Il expose en 1896, 1899 et 1902 au Salon des artistes français, répertorié comme élève de Jules Lefebvre et Tony Robert-Fleury.
La plupart des illustrations sont signées « Maurice Tranchant » ou « M.T ».

## Publications: écrits, illustrations

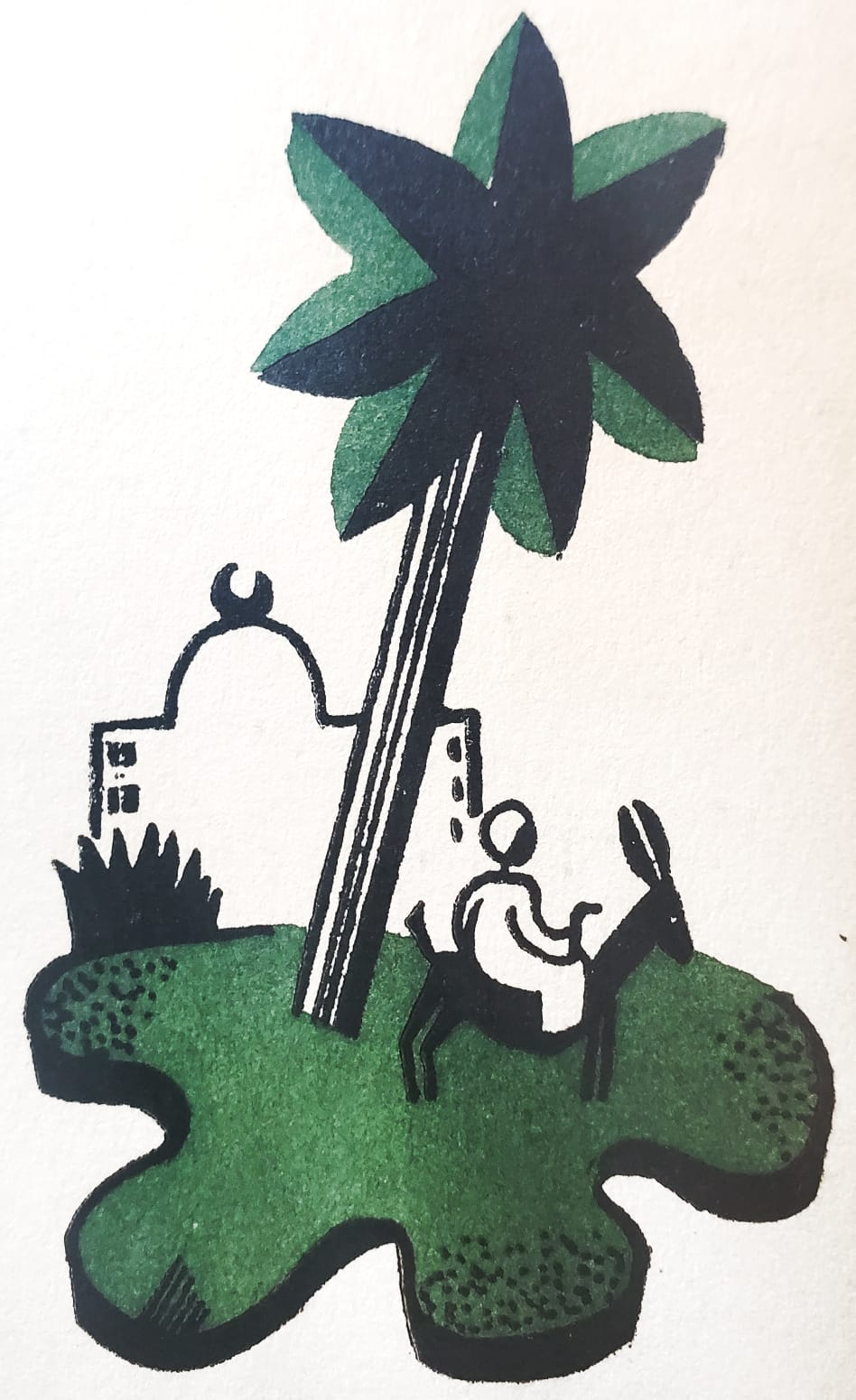
Homme sur un âne, publié dans Le Tour du monde en 1 jour à l'Exposition coloniale (1931).

- Au pays du paradoxe : Maroc (préface de Claude Farrère, 1924)
- Louis Cheronnet, Algérie (Éditions Duchartre, 1930)
- Le Tour du monde en 1 jour à l'Exposition coloniale, livre illustré pour enfants, (Éditions du Palmier nain, 1931)
- Je jongle avec les chiffres (Éditions du Jardin des modes, 1933)

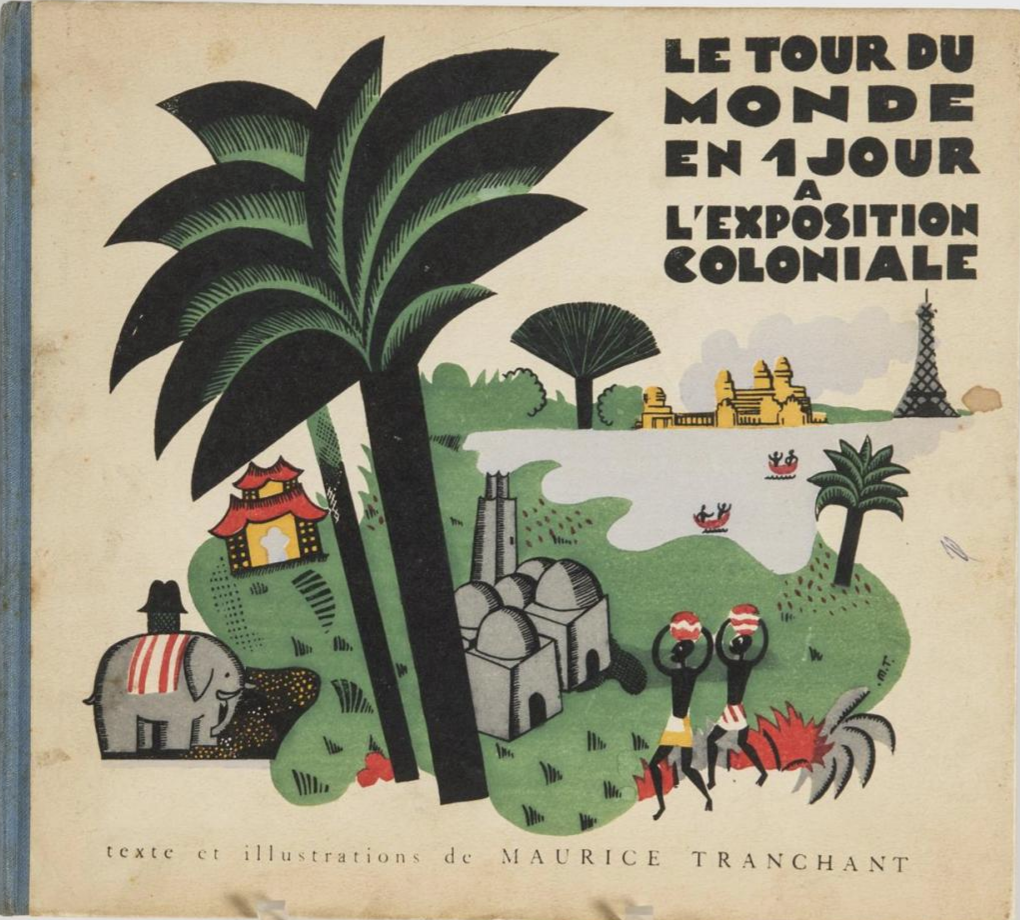
Le Tour du monde en 1 jour à l'Exposition coloniale, couverture (1931).

- Chansons des quatre saisons (1936) Le Tour du monde en 1 jour à l'Exposition coloniale, couverture (1931).La Princesse des Baux, légende radiophonique en 4 tableaux avec les anciennes chansons provençales (1939)
- Baba-Yaga, conte radiophonique adaptation d'un conte populaire russe (1939)
- L'alphabet de la famille (1944)
- Petits métiers pour les enfants sages qui deviendront grands (1945)
- " Les chansons de l'herbe et de la rosée ", paroles de Doëtte Angliviel, Musique de Louis Crassous, illustrations de Maurice Tranchant, Éditions Chantal, Toulouse - Paris, 1945.
- Vacances en petits morceaux (1945)
- Petite Géographie pour les enfants sages (1947)
- Un bouquet de proverbes pour les douze mois de l'an 1954 (1954)

## Sources
- François Pouillon, Dictionnaire des orientalistes de langue française, 2012